# Hilara fuscipes
Hilara fuscipes är en tvåvingeart som först beskrevs av Fabricius 1794.  Hilara fuscipes ingår i släktet Hilara och familjen dansflugor. Arten är reproducerande i Sverige. Inga underarter finns listade i Catalogue of Life.